# Grande Fache
La Grande Fache, Gran Facha ou Cúspide de Bachimaña en espagnol, est un sommet des Pyrénées de 3 005 mètres d'altitude situé sur la frontière franco-espagnole.
La Grande Fache fait partie des sommets pyrénéens de plus de 3 000 mètres dans la zone Balaïtous-Pics-d'Enfer.

## Toponymie
La pointe frontalière Lagardère fut baptisée le 19 août 1947 en l'honneur de Francis Lagardère (1922-1943), martyr de la résistance fusillé le 23 décembre 1943, sur le champ de tir de la Doua.

## Géographie

### Topographie

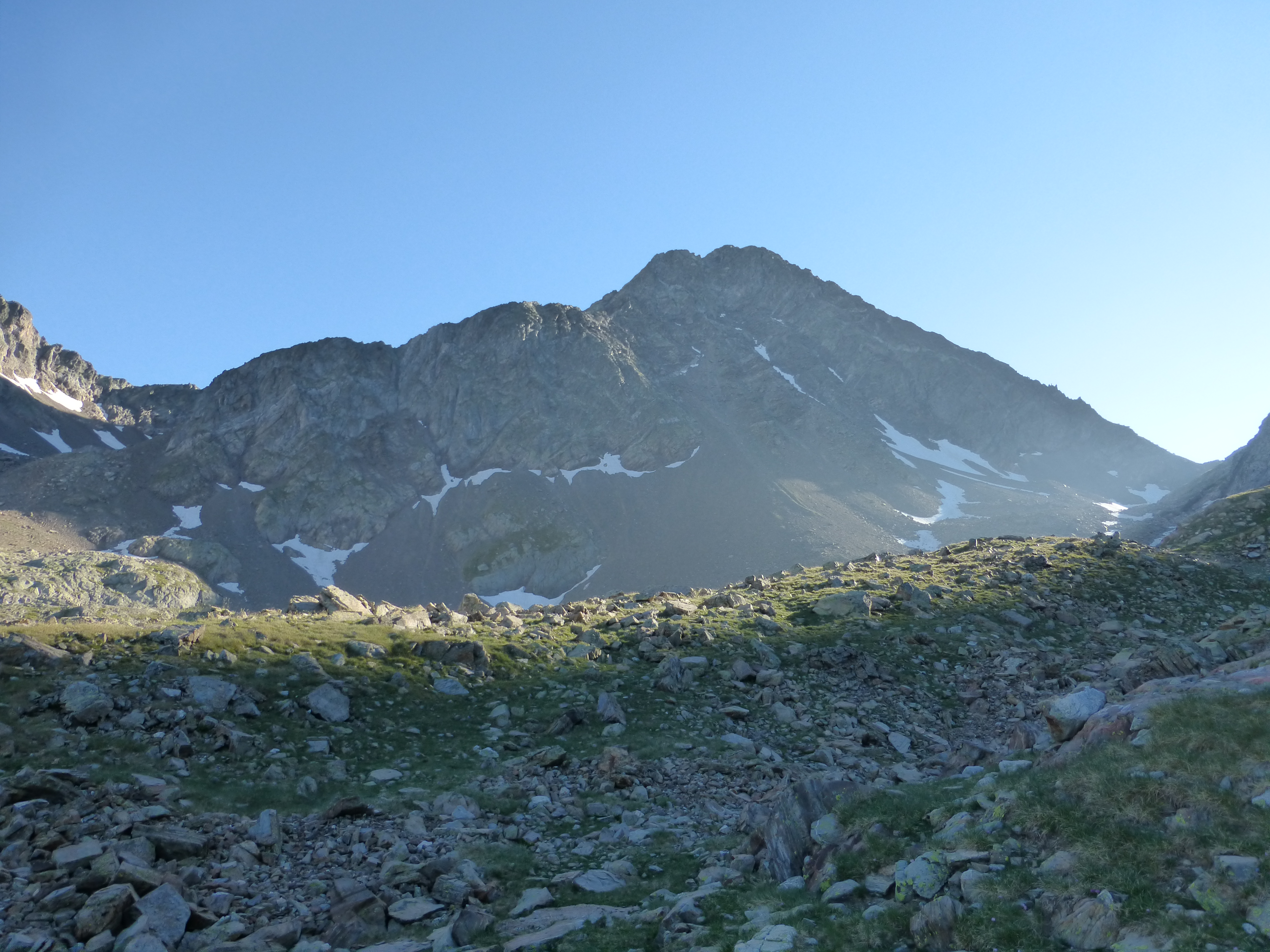
Face est de la Grande Fache et col de la Fache, vus depuis les lacs de la Fache.

Il s'élève au centre des cirques Marcadau, Piedrafita et Bachimaña, et est entouré par de nombreux lacs ou ibones.
Il est situé sur la frontière franco-espagnole entre les croix frontière no 312 et no 313.
Avec son altitude de plus de 3 000 mètres et sa forme pyramidale, c'est un sommet très couru. Une petite vierge de Lourdes couronne le sommet.
La pointe frontalière Lagardère est une antécime au nord-ouest de la cime principale culminant à 2 877 mètres d'altitude.

### Hydrographie
Le sommet délimite la ligne de partage des eaux entre le bassin de l'Adour, qui se déverse dans l'Atlantique côté nord, et le bassin de l'Èbre, qui coule vers la Méditerranée côté sud.

## Histoire

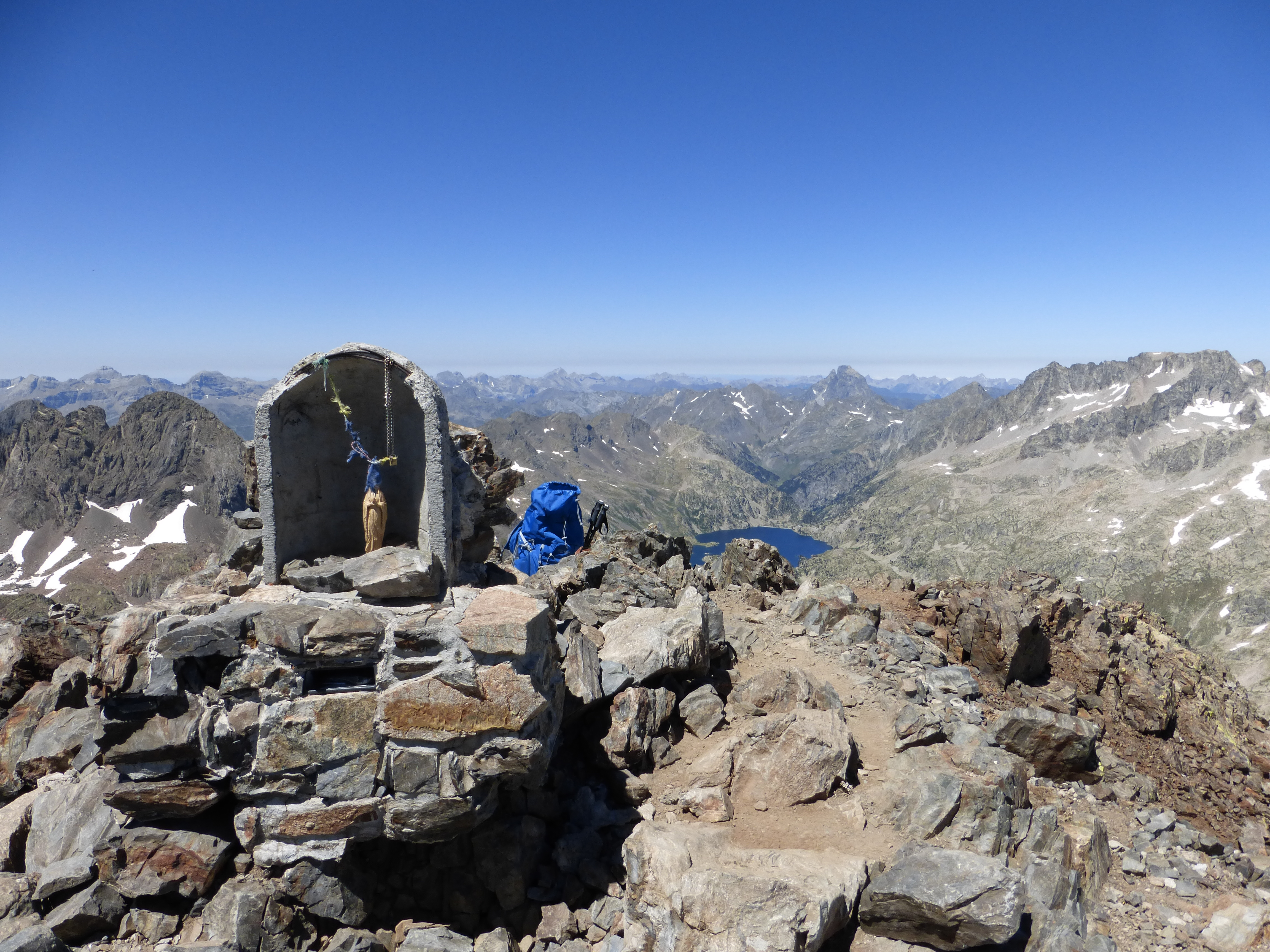
Statuette de la vierge dans son coffrage au sommet de la Fache.

La première ascension a été réalisée par Henry Russell et le guide de Cauterets Latour en été 1874.
Depuis 1942, la Grand Fache fait l'objet d'un pèlerinage annuel au mois d'août. À l'automne 1941, en effet, une femme tarbaise y fit une chute critique, dont elle réchappa assez miraculeusement, retenue par la dragonne de son piolet au-dessus de la face nord de la Fache. La statue de la Vierge fut érigée au sommet à cette occasion.

## Voies d'accès
Les voies d'accès normales partent de la vallée du Marcadau côté français ou de la zone de Respomuso (cirque de Piedrafita) côté espagnol.
Depuis l'Espagne, le chemin débute au marais de la Sarra (Sallent de Gállego), passe par le barrage de Respumuso, l'ibón de Campoplano, les ibones de la Fache, le port de la Fache et s'achève par des pentes raides jusqu'au sommet. L'itinéraire français part du refuge Wallon-Marcadau et passe par les lacs de la Fache avant d'atteindre le col du même nom (crête frontière). La dernière partie de l'itinéraire est commune, passant sur la ligne de crête jusqu'au sommet.
La Grande Fache est réputée pour être l'un des 3 000 les plus faciles des Pyrénées ; s'il est vrai que la voie normale ne présente pas de difficulté technique particulière, cette course nécessite en revanche une assez longue marche d'approche (environ 1 500 m de dénivelé positif depuis le pont d'Espagne), et la partie supérieure permettant l'accès au sommet depuis le col de la Fache demande un minimum de vigilance.